# Catoria longistigma
Catoria longistigma là một loài bướm đêm trong họ Geometridae.